# Минин, Сергей Константинович
Серге́й Константи́нович Ми́нин (29 июня 1882, Дубовка, Саратовская губерния — 8 января 1962, Москва) — революционер, политический деятель и публицист, автор работ по философии и атеизму.

## Биография
Родился 29 июня 1882 года в семье протоиерея посада Дубовка Саратовской губернии. Окончил духовную семинарию. В 1909—1910 годы учился на юридическом факультете Венского и на историко-филологическом факультете Юрьевского университета.
Революционной деятельностью начал заниматься в 1903 году. Член РСДРП(б) с 1905 года. За революционную деятельность подвергался трёхлетнему тюремному заключению, арестам в 1910 и 1914 годах (ссылки, последняя из которых была в Сибирь).
С приходом к власти Временного правительства и созданием Советов в регионах в феврале 1917 года возглавил комитет РСДРП(б) Царицына. Избирался председателем городского Совета рабочих и солдатских депутатов.
Подавал себя как «гражданин Минин». В начале весны 1917 года взял курс на союз с меньшевиками. С мая разорвал отношения с ними. В июле 1917 года пребывал под арестом. Являлся городским головой Царицына с 27 августа 1917 года. Выпустил местные деньги — боны. Являлся членом Учредительного собрания.
После Октябрьской революции стоял во главе взявших власть в Царицыне большевиков. Занимал должность председателя революционного военного совета, оставаясь главой города.
Один из организаторов обороны Царицына. В это время сблизился со Сталиным и Ворошиловым на позиции бойкота военных специалистов. В частности, выступал против назначения А. Е. Снесарева военным руководителем обороны Царицына. За отказ выполнять приказы Центра Троцкий пригрозил отдать Минина под трибунал (см. Царицынский конфликт). По настоянию Троцкого был снят с должности члена РВС Царицына за проведение «исключительно вредной политики».
7 января 1925 года село Новоникольское было переименовано в посёлок имени Минина, который впоследствии стал ядром существовавшего с 1930 по 1933 год Мининского района Сталинграда.
С 1918 года являлся членом РВС Северо-Кавказского ВО, РВС 10-й армии РККА. Был помощником М. В. Фрунзе.
Являлся членом коллегии НКВД.
В 1918—1920 годах — член РВС ряда фронтов и армий, начальник управления НКВД РСФСР.
С мая 1920 года — член РВС 1-й Конной армии.
В 1923—1925 годах — член Северо-Западного бюро ЦК ВКП(б).
С 1923 года — ректор Коммунистического университета.
В 1924—1926 годах занимал пост уполномоченного Народного комиссариата просвещения РСФСР по ВУЗам и рабочим факультетам Ленинграда.
С 23 мая 1925 года фактически возглавил Ленинградский государственный университет, дублируя полномочия с ректором Н. С. Державиным. Руководил присоединением Ленинградских Географического и Химико-фармацевтического институтов, с 1925 года ставшими отдельными факультетами при университете. С осени 1925 года уступил свои полномочия заместителю В. В. Покровскому.
Участник «военной оппозиции». Один из лидеров зиновьевской «новой оппозиции» (1925).
В 1927 году по состоянию здоровья (предположительно психическое расстройство) отошёл от общественной деятельности.
В 1929 году награжден орденом Красного Знамени.
С 1954 года персональный пенсионер.
Был женат. Жена - Ревекка Соломоновна Френкель (24.12.1894 — 1982), сын Леонид (06.02.1922 — 26.06.2001) — с 1945 года работал в МЭИ на кафедре сопротивления материалов, доцент. Внучка — Светлана Леонидовна Минина, окончила МГУ, работала на Первом канале телевидения.
Умер в Москве 8 января 1962 года. Похоронен в «большевистском зале» закрытого колумбария № 18 Нового Донского кладбища.

## Идеи
В годы управления университетом выдвинул лозунг «философию за борт», утверждая, что философия, как и религия, враждебна пролетариату, и что пролетариат должен опираться в первую очередь на науку. Подобные взгляды разделяли многие деятели пролеткульта, но такая позиция вступила в противоречие с позицией ВКП(б), утверждавшей про «единственно верную научную философию» — марксизм-ленинизм.

В то же время философ П. В. Алексеев отмечал следующее: 
В философии советского периода Минин известен более всего своей статьёй «Философию — за борт!» и репутацией «философского нигилиста», «позитивиста», лидера течения, названного в 20-е гг. «мининщиной».
Существо его точки зрения в следующем. Религия есть духовное оружие «земледельцев» (рабовладельцев, феодалов), наука — орудие пролетариата. Философия же представляет собой метод, который берет на вооружение буржуазия. Подобно религии, философия враждебна пролетариату. Как не может быть «религии марксизма», так не может быть и «философии марксизма». Заниматься философией — значит изменять марксизму, скатываться к оппортунизму. У пролетариата должна остаться наука, только наука, но никакой философии. Тем не менее, судить о позиции Минина в отношении к философии только на основании статьи в том ее виде, в каком она была опубликована в журнале «Под знаменем марксизма» (1922. № 5, 6) нельзя. Как признавала редакция, «за недостатком места», были сокращены некоторые разделы; причем наиболее важные, разбирающие предмет и сущность философии были сокращены примерно на 2/3.
Минин протестовал против этого, заявляя, что редакция «статью без ведома автора сократила, да так, что кое-где получились искажения» (Под знаменем марксизма. 1922. № 11-12. С.187). Для правильного понимания философской позиции Минина необходимо обращаться к той же, но несокращенной статье, опубликованной в журнале «Армия и революция» (Харьков, 1922. № 5), а также к другим его выступлениям. Но даже сокращенная статья Минина не дает достаточных оснований для квалификации его позитивистом. Она свидетельствует о том, что он подменял понятия. Говоря о «философии», Минин по существу имел в виду только идеалистическую натурфилософию. «Суть всякой философии: не отвергая науки, опираясь на нее, идти дальше науки, предлагая не просто гипотезы, а откровение, весьма похожее на религиозное» (Армия и революция. С. 22).
Минин не противопоставлял науку философии диалектического материализма, считая материалистическую диалектику наукой, но не в смысле «безостаточного» растворения диалектики в естествознании, а в смысле строгой научности. Вместе с тем, придерживаясь левых (даже в рамках большевизма) взглядов в политике, он действительно нигилистически относился к идеалистической философской традиции. Его призыв «Философию — за борт!», вопреки субъективным желаниям автора, был использован подлинными позитивистами, считавшими себя последователями Минина. К тому же некоторые его формулировки и высказывания против «философии марксизма», сходство его схемы исторического развития форм мышления со схемами О. Конта, отсутствие прямых высказываний против позитивизма в статьях 1922 г., — всё это служило немаловажной причиной неправомерного зачисления его самого в разряд позитивистов. 

## Сочинения

### Книги
- Минин С. К. Религия и коммунизм. М., 1919;
- Минин С. К. Город в кольце. Революционная хроника. М., 1920;
- Минин С. К. Город-боец. Шесть диктатур 1917 года (Воспоминания о работе в Царицыне). Л., 1925.

### Статьи
- Минин С. К. Философию за борт! // Под знаменем марксизма. — 1922. — № 5-6. (полностью опубликовано в журнале «Армия и революция». Харьков, 1922. № 5);
- Минин С. К. Коммунизм и философия // Под знаменем марксизма. — 1922. — № 11-12
- Минин С. К. Искажатели марксизма // Под знаменем коммунизма. — 1923. — № 5-6. — С. 63-73
- Минин С. К. Ленинизм — боевая политика рабочего класса // Коммунистический университет на дому. 1925. Кн.1;

### Пьесы
- Город в кольце // Первые советские пьесы. — М., 1958